# Sapucaí-Mirim
Sapucaí-Mirim is een gemeente in de Braziliaanse deelstaat Minas Gerais. De gemeente telt 6.046 inwoners (schatting 2009).

## Aangrenzende gemeenten
De gemeente grenst aan Camanducaia, Gonçalves, Monteiro Lobato (SP), Santo Antônio do Pinhal (SP), São Bento do Sapucaí (SP) en São José dos Campos (SP).